# Антимилитаризм

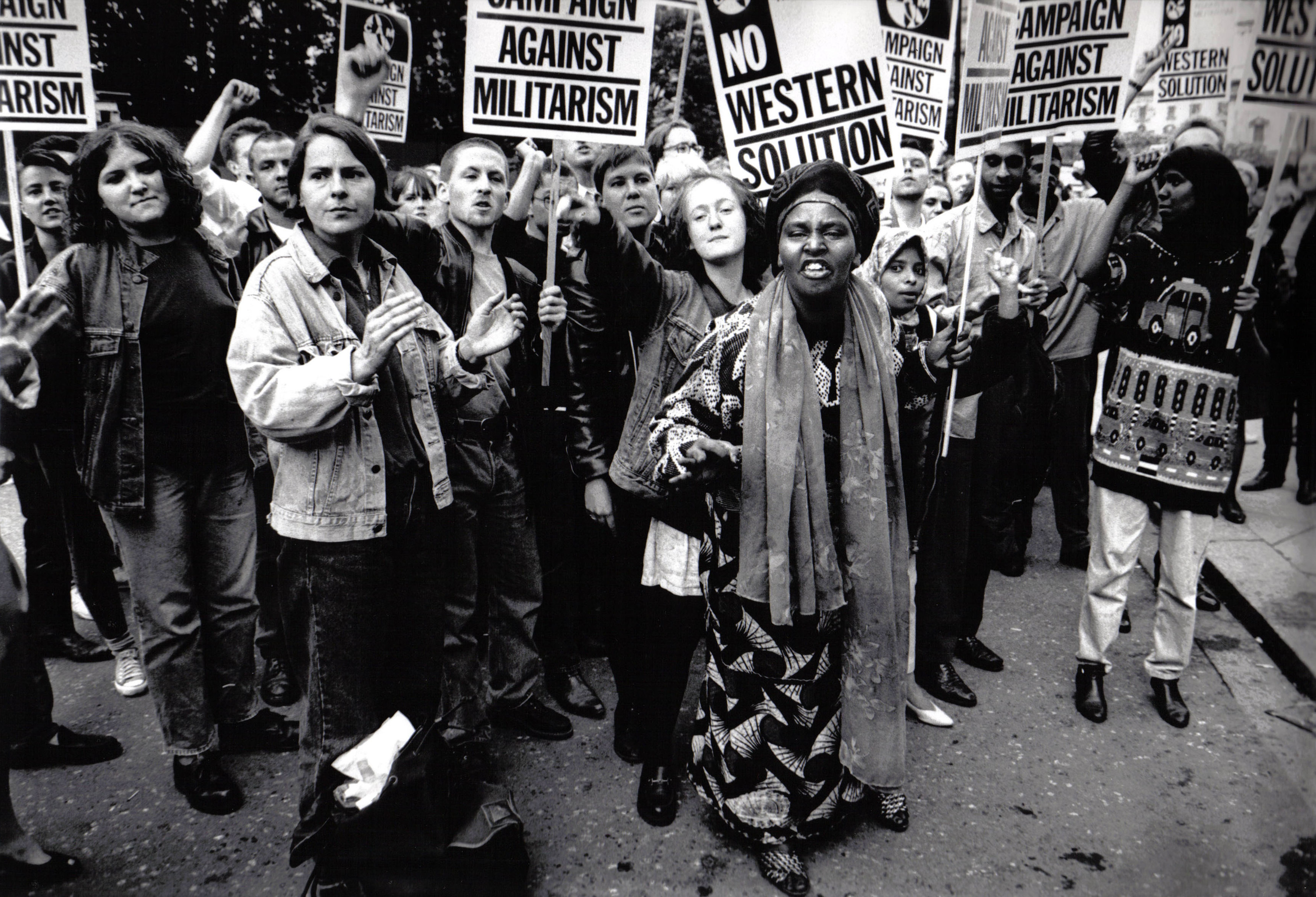
Демонстрация антимилитаристов. Великобритания, 1994.

Антимилитари́зм — учение и политическое движение, обращённое против милитаризма. Антимилитаристскую идеологию исповедуют многие социалисты, анархисты, либертарианцы, социальные либералы и экологические активисты.
Антимилитаризм не следует смешивать с пацифизмом, который отвергает любое насилие. Антимилитаризм признаёт право на самооборону, как индивидуальную, так и классовую, но выступает против монопольного права государства на насилие, империализма, пропаганды национализма и ксенофобии, воинской повинности, за решение межгосударственных вопросов мирным путём.
Истоки современного антимилитаризма находятся в философии Просвещения. Важной её идеей был вечный мир, при котором Европа превращалась в федерацию государств, не имевших собственных армий, обеспечивалась свобода передвижения и так далее. Эта идея не была осуществлена в полной мере, но некоторые её положения учитывались дипломатами XX века при создании ООН и Евросоюза.
Важным этапом развития антимилитаризма был рубеж XIX—XX веков, когда в преддверии Первой мировой войны многие европейские правительства вели активную милитаристскую пропаганду и гонку вооружений. Против неё выступили социалисты: Карл Либкнехт (Германия), Жан Жорес (Франция), Цет Хёглунд (Швеция), рассматривавшие войну как орудие капитализма. Известность приобрели манифест Хёглунда «Поднимемся с оружием» и брошюра Либкнехта «Милитаризм и антимилитаризм». Ленин в статье «Воинствующий милитаризм и антимилитаристская тактика социал-демократии» (1908) анализировал мнения, представленные на конгрессе социалистов в Штутгарте (некоторые участники съезда отрицали необходимость антимилитаристской пропаганды и признавали право на оборонительную войну, другие, напротив, требовали объявления забастовки в случае любой войны), а также статью Жореса, в которой тот приветствовал создание Антанты как гарантию мира в Европе. По мнению Ленина, пролетариат должен поддерживать не оборонительные войны, а те, за счёт которых можно добиться большего укрепления рабочего класса. Одновременно будущий вождь осудил союзы европейских государств с Россией как консервативной и жестокой к своим подданным державой.
В XX веке было создано несколько десятков антимилитаристских и антивоенных организаций, а в Советском Союзе антимилитаристская риторика звучала в выступлениях представителей власти даже во времена «ядерной гонки». Антимилитаризм находит своё отражение в изобразительном искусстве, литературе и музыке.
Антимилитаризм повлиял на популярную культуру и контркультуру. К примеру, движение хиппи и его оппозиция во время Вьетнамской войны, многие прогрессив-рок-группы 1980-х годов и панк-музыка часто заявляют о своём антимилитаризме.